# Susanne Zanke
Susanne Zanke (* 9. Mai 1945 in Bad Hall) ist eine österreichische Filmregisseurin und Drehbuchautorin.

## Leben
Susanne Zanke studierte Theaterwissenschaft, Kunstgeschichte und Psychologie an der Universität Wien. Seit 1970 ist sie als freie Autorin und Regisseurin tätig. Zu ihren Arbeiten gehören Fernsehfilme und Serien, darunter Tatort-Episoden und ab 1998 die Serie Lindenstraße.

## Filmografie (Auswahl)
- 1983: Was Flügel hat, fliegt
- 1983: Mein Amazonas (+ Drehbuch)
- 1983: Das gläserne Wappen (+ Drehbuch)
- 1985: Corinna (+ Drehbuch)
- 1987: Eine Minute Dunkel macht uns nicht blind (+ Drehbuch)
- 1989: Die Skorpionfrau (+ Drehbuch)
- 1992: Tatort: Falsche Liebe
- 1993: Die Leute von St. Benedikt (Fernsehserie, 13 Folgen)
- 1994: Zigeunerleben
- 1995: Polizeiruf 110: Abgründe
- 1998–2005: Lindenstraße (Fernsehserie, 59 Folgen)
- 2002: Tatort: Fakten, Fakten …
- 2004: Bauernprinzessin
- 2006: Eva Zacharias
- 2007: Bauernprinzessin II – Kopf oder Herz (+ Drehbuch)
- 2009: Bauernprinzessin III – In der Zwickmühle (+ Drehbuch)
- 2010: Aschenputtel
- 2010: Heimat zu verkaufen (Drehbuch)
- 2012: Vatertag (Fernsehfilm)